# Oblast Kursk
Koordinaten: 51° 39′ N, 36° 22′ O
Die Oblast Kursk (russisch Курская область/Kurskaja oblast) ist eine Oblast im südwestlichen Russland. Sie grenzt an die Ukraine (Oblast Sumy) und liegt günstig an der Verbindung zwischen Moskau und den dicht bevölkerten, industriell geprägten Gebieten der östlichen Ukraine.

## Geschichte
Die Oblast Kursk wurde am 13. Juni 1934 innerhalb der Russischen SFSR gebildet. Sie entstand zusammen mit der Oblast Woronesch bei der Aufteilung der Zentralen Schwarzerdeoblast. Am 27. September 1937 wurde ein Teil des Gebiets zur Bildung der Oblast Orjol abgetrennt. Am 6. Januar 1954 wurden weitere Teile zur Bildung der Oblast Belgorod und der Oblast Lipezk ausgegliedert.
Bei der Schaffung der Föderationskreise 2000 wurde die Oblast Kursk dem Föderationskreis Zentralrussland unterstellt.
Im Russisch-Ukrainischen Krieg wurden im August 2024 mehrere Orte in der Oblast Kursk von ukrainischen Kräften eingenommen. Die Bevölkerung wurde evakuiert. Der österreichische Historiker und Militärexperte Markus Reisner wertete das Vorrücken der Ukraine als „Blamage“ für Putin.

## Geografie und Wirtschaft
Das Gebiet liegt am Westrand der Mittelrussischen Platte mit Höhen von 150 bis etwa 300 m und einer Ausdehnung von 250 × 150 km. Er wird großteils vom Seim und der Swapa nach Westen zum Dnepr entwässert, im Süden und Osten auch von den Flüssen Psel und Oskol. Die Hauptstadt Kursk liegt ungefähr im Zentrum der Oblast.
Wirtschaftlich bedeutend ist der Eisenerz-Abbau. Das Kursker Becken enthält das größte bekannte Eisenerz-Vorkommen und verursacht mit der Kursker Magnetanomalie die weltweit stärkste Anomalie des Erdmagnetfeldes. Weitere wichtige Bodenschätze sind Gold, Uran und Platin. Wichtige Industriezweige sind neben der Eisenverarbeitung die chemische und die Nahrungsmittelindustrie. Der Boden besteht aus fruchtbarer Schwarzerde und wird landwirtschaftlich stark genutzt.
In der Nähe von Kurtschatow liegt das Kernkraftwerk Kursk. Dort werden vier graphitmoderierte Reaktoren des Typs RBMK-1000 betrieben. Der gleiche Reaktortyp war im Kernkraftwerk Tschernobyl im Einsatz. Die Reaktoren gingen zwischen 1977 und 1986 in Betrieb.

## Verwaltungsgliederung und größte Städte
Die Oblast Kursk gliedert sich in 28 Rajons und 5 Stadtkreise. Die größten Städte neben dem Verwaltungssitz Kursk sind die Bergbaustadt Schelesnogorsk sowie Kurtschatow und Lgow. Insgesamt gibt es in der Oblast 10 Städte und 22 Siedlungen städtischen Typs.
| Name           | Russischer Name | Einwohner (14. Oktober 2010) |
| -------------- | --------------- | ---------------------------- |
| Kursk          | Курск           | 415.159                      |
| Schelesnogorsk | Железногорск    | 95.049                       |
| Kurtschatow    | Курчатов        | 42.706                       |
| Lgow           | Льгов           | 21.453                       |
| Schtschigry    | Щигры           | 17.040                       |
| Rylsk          | Рыльск          | 15.671                       |

## Bevölkerung
Obschon die Zahl der Einwohner ständig sinkt, erhöht sich der Anteil der städtischen Bevölkerung von Volkszählung zu Volkszählung. Dies verdeutlicht folgende Tabelle:
Stadtbevölkerung und Gesamtbevölkerung in der Oblast Kursk
Anmerkung: die Stadtbevölkerung in Grün, die Gesamtbevölkerung in Rot
Bei den letzten russischen Volkszählungen in den Jahren 2002 und 2010 gab es eine Bevölkerungszahl von 1.235.091 respektive 1.127.081 Bewohnern. Somit sank die Einwohnerzahl in diesen acht Jahren um 108.010 Personen (−8,75 %). In Städten wohnten 2010 734.649 Menschen. Dies entspricht 65,18 % der Bevölkerung (in Russland 73 %). Bis zum 1. Januar 2014 sank die Einwohnerschaft weiter auf 1.118.915 Menschen. Die Verteilung der verschiedenen Volksgruppen sah folgendermaßen aus:
| Nationalität    | VZ 1989   | Prozent | VZ 2002   | Prozent | VZ 2010   | Prozent |
| --------------- | --------- | ------- | --------- | ------- | --------- | ------- |
| Russen          | 1.293.663 | 96,87   | 1.184.049 | 95,87   | 1.036.561 | 91,97   |
| Ukrainer        | 22.728    | 1,70    | 20.920    | 1,69    | 13.643    | 1,21    |
| Armenier        | 1.149     | 0,09    | 5.899     | 0,48    | 5.726     | 0,51    |
| Roma            | 2.052     | 0,15    | 2.291     | 0,19    | 2.181     | 0,19    |
| Belarussen      | 3.382     | 0,25    | 2.878     | 0,23    | 1.747     | 0,16    |
| Aserbaidschaner | 1.020     | 0,08    | 1.933     | 0,16    | 1.736     | 0,15    |
| Tataren         | 1.063     | 0,08    | 1.576     | 0,13    | 1.279     | 0,11    |
| Türken          | 3         | 0,00    | 1.174     | 0,10    | 1.247     | 0,11    |
| Moldawier       | 743       | 0,06    | 1.251     | 0,10    | 1.120     | 0,10    |
| Juden           | 2.969     | 0,22    | 877       | 0,07    | 461       | 0,04    |
| Einwohner       | 1.335.428 | 100,00  | 1.235.091 | 100,00  | 1.127.081 | 100,00  |

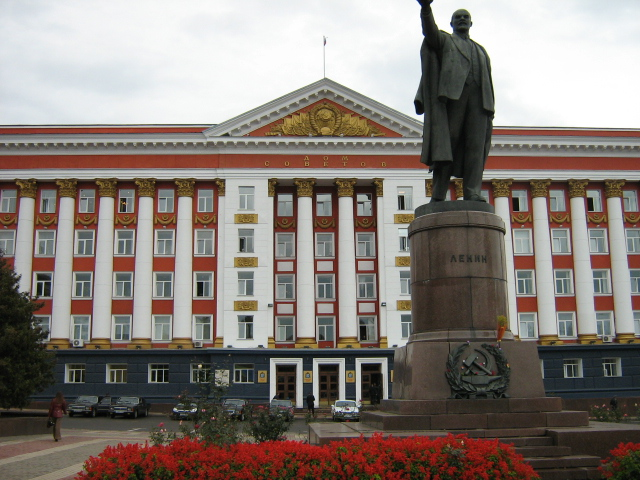
Lenin-Statue vor dem Sitz der Regionalverwaltung in Kursk

Anmerkung: die Anteile beziehen sich auf Gesamtzahl der Einwohner. Also mitsamt dem Personenkreis, der keine Angaben zu seiner ethnischen Zugehörigkeit gemacht hat (2002 2.615 resp. 2010 52.722 Personen)
Die Bevölkerung des Gebiets besteht zu mehr als 90 % aus Russen. Die Ukrainer sind die einzige nennenswerte ethnische Minderheit in der Oblast Kursk. Ihre Zahl – wie auch die Anzahl der Belarussen und Juden – sinkt allerdings stark. Aus dem Transkaukasus, Anatolien und Zentralasien dagegen sind seit dem Ende der Sowjetunion zahlreiche Russen zugewandert.